# Pont en arc

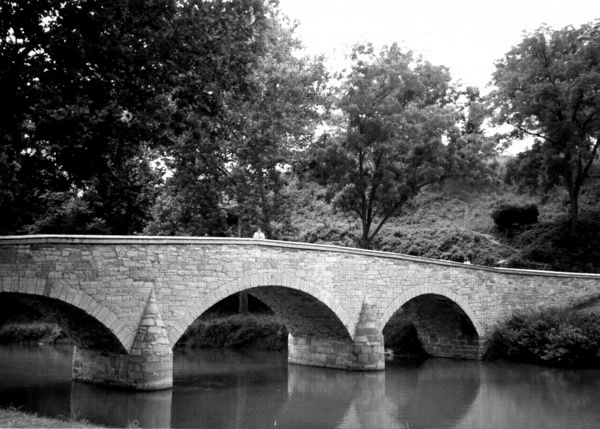
Pont en maçonnerie sur l'Antietam, un affluent du fleuve Potomac.

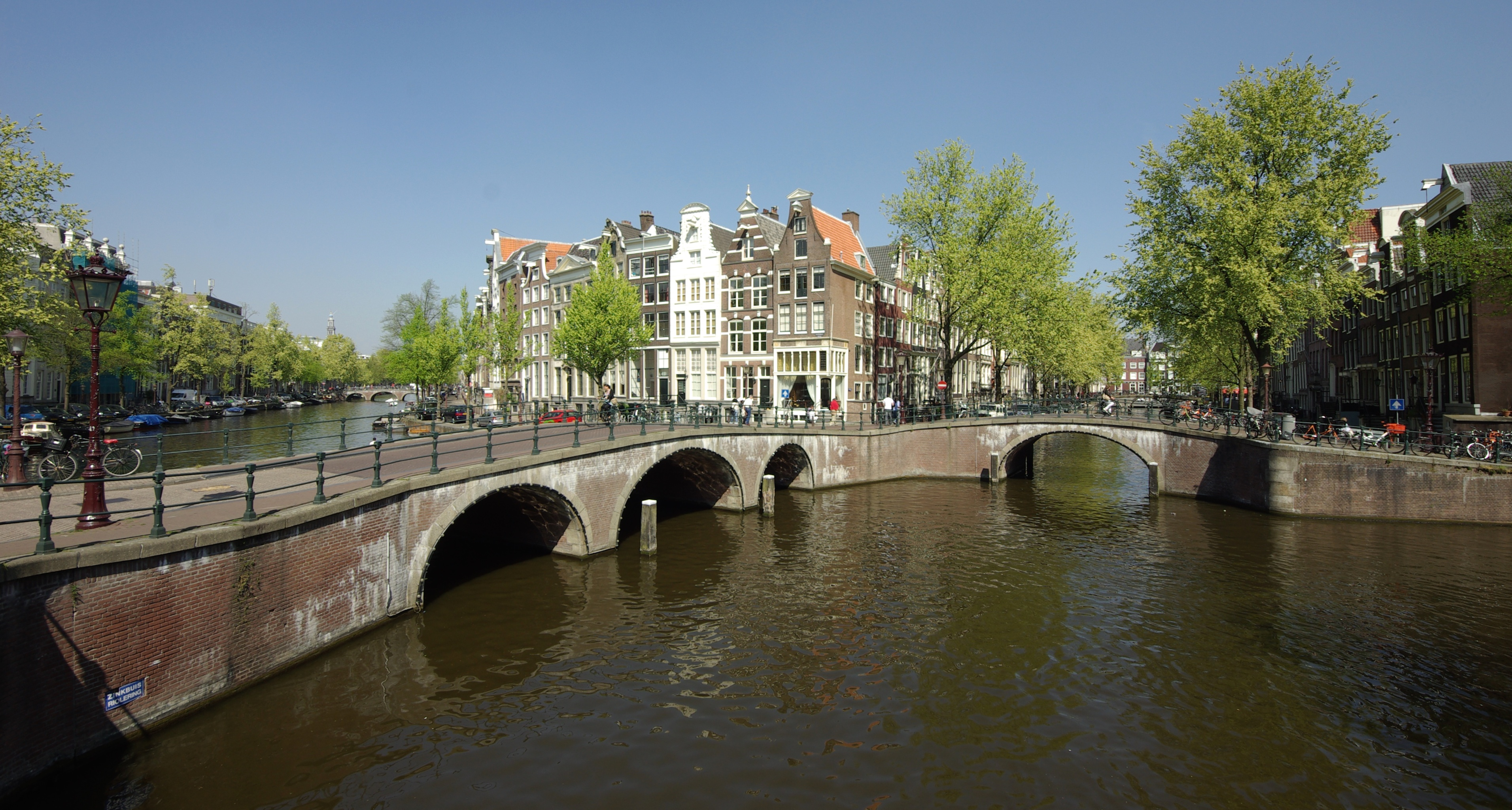
Ponts en arc dans le centre-ville d'Amsterdam.

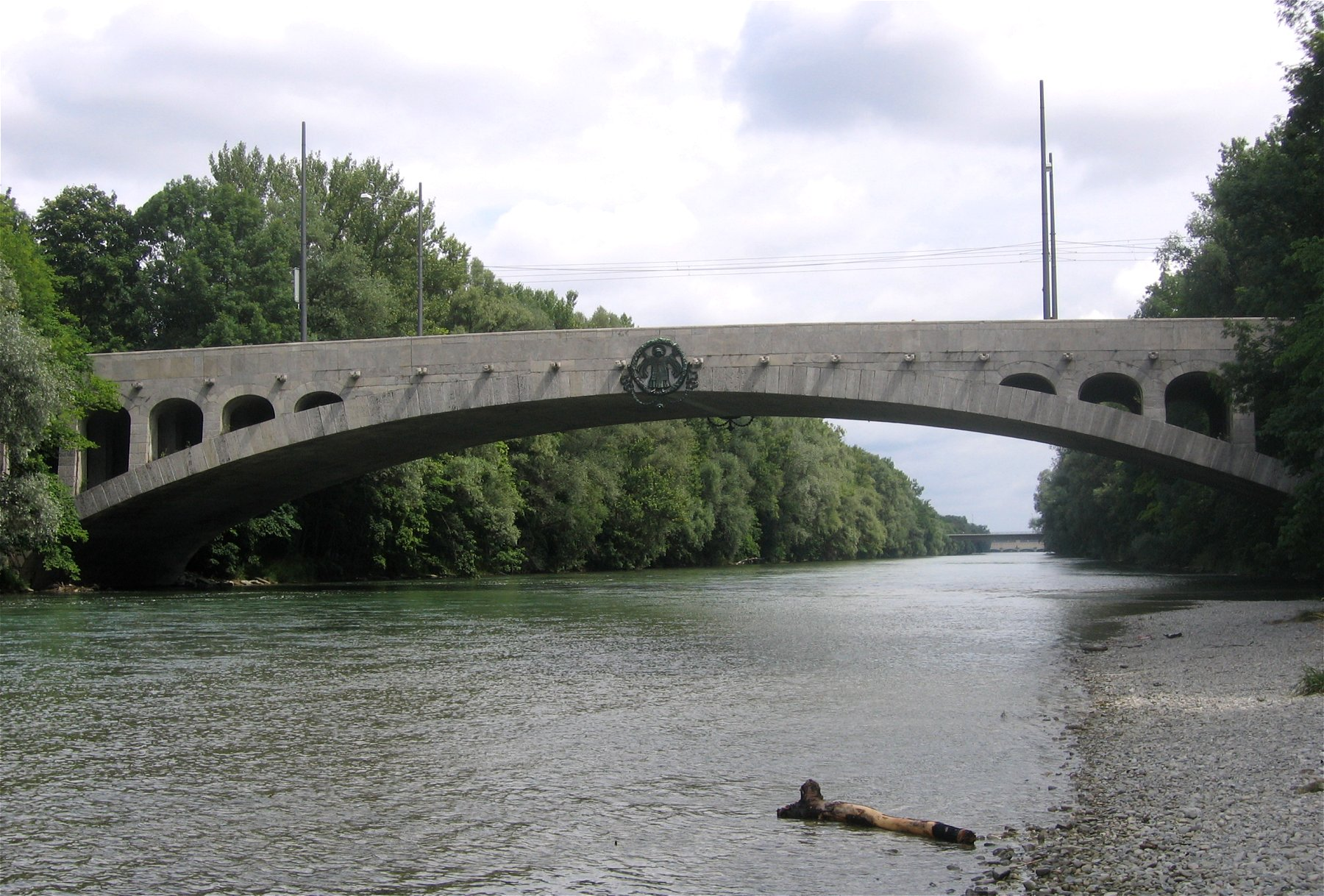
Le pont Maximilien-Joseph à Munich.

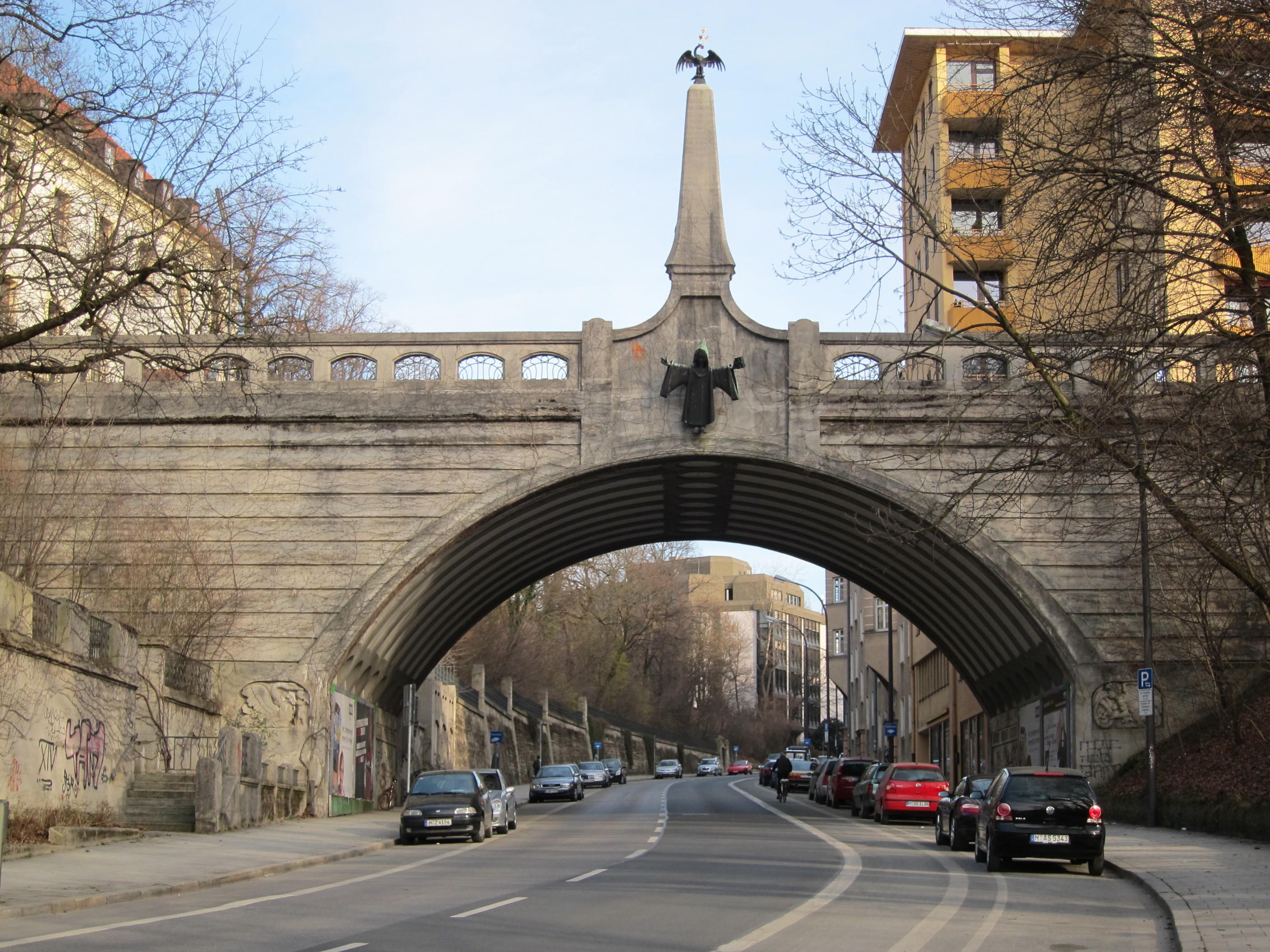
Le pont Gebsattel à Munich.

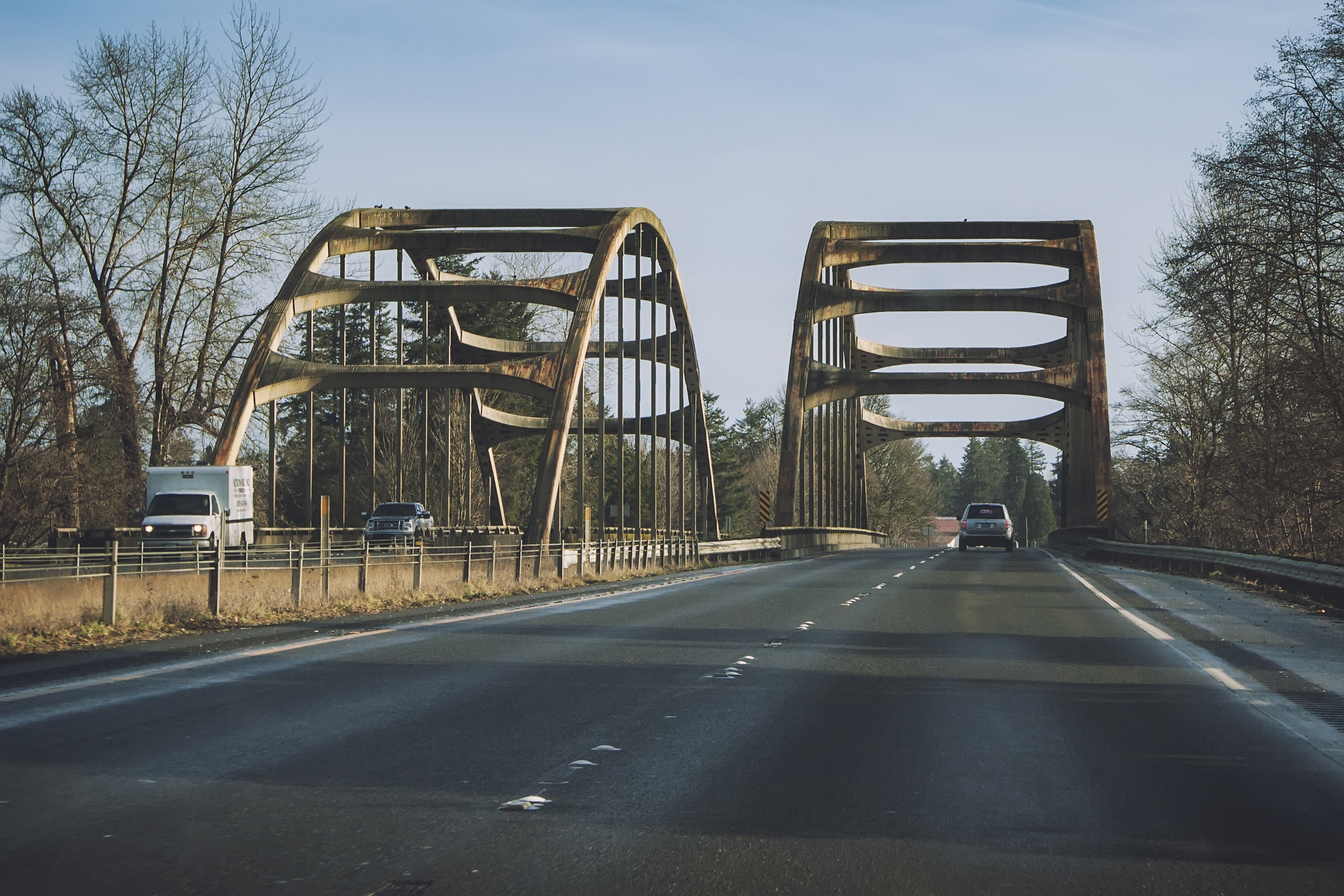
Les Satsop River Bridges dans l'État de Washington.

Un pont en arc est un pont, à savoir une construction qui permet de franchir une dépression ou un obstacle (cours d'eau, voie de communication, vallée, ravin, canyon), dont la ligne de la partie inférieure (intrados), est en forme d'arc. Dans ces ponts, l'ensemble des charges permanentes ou temporaires appliquées au pont est repris dans l'arc en compression pour être transféré sur les appuis en rives, les culées.

## Classification

### Les ponts à voûtes
Les ponts à voûte font partie de la famille des ponts en arc, par leur forme, mais ils constituent une famille à part, autant par leur calcul, qui relève de la théorie des voûtes, que par leur procédé de construction. Leur appellation usuelle est pont en maçonnerie, le matériau les constituant l'ayant emporté dans la dénomination.
Les ponts voûtés couvrent les portées de 2 à 100 mètres. Pour les très petites portées, les ponceaux voûtés massifs et en plein cintre, essentiellement employés comme ouvrages de décharge hydraulique, sont des ouvrages plutôt rustiques, mais ils constituent une solution simple et robuste. Des ouvrages en voûte mince, constitués d'éléments préfabriqués en béton ou métalliques, sont souvent employés pour des ouvrages courants jusqu'à 9 m d'ouverture à condition que la hauteur de couverture du remblai reste inférieure à 7 m et que le rapport de leur hauteur à leur ouverture soit compris entre 0,6 et 1. Au-delà des ouvrages utilisés actuellement dans le domaine des ponts en arc sont en béton armé.
Plusieurs critères peuvent différencier les ponts voûtés : la forme de la voûte, le type d’appareillage de la voûte, le type d’avant-bec ou d’arrière-bec. Ainsi, la voûte peut être en plein cintre (demi-cercle parfait), en arc de cercle (segment d’arc), en ogive, en anse de panier ou en ellipse. Le bandeau de la voûte peut être extradossé à pierres rayonnantes, à double rouleau, bloqué, à double rouleau non extradossé, en tas de charge, avec platebande en tas de charge. Les becs peuvent être triangulaires, en amande, rectangulaires, ou circulaires.

#### Classement selon la forme de la voûte
| Type d'ouvrage      | Schéma | Photo              | Commentaire |
| ------------------- | ------ | ------------------ | --- |
| Arc en plein cintre |        | Vieux pont de Gien | L'arc de plein cintre est composé d'un demi-cercle complet, c'est le type de voûte le plus rencontré, présent dans environ 67 % des ponts ferroviaires en maçonnerie du réseau français. Les voûtes peuvent être surhaussées (c'est le cas pour le vieux pont de Gien), outrepassées (légère extension du demi-cercle) ou bombées (légère diminution du demi-cercle. Les Romains utilisèrent quasi exclusivement ce type de voûte. |
| ogival              |        | Pont Saint-Martial | L'ogive est formée de deux arcs de cercle qui se coupent à la clef, on dit également arcs brisés. La forme est très ancienne mais c'est au Moyen Âge qu'elle fut largement employée, car elle présente entre autres l'avantage de réduire les efforts horizontaux, et facilite ainsi la construction arche par arche dans le cas de ponts à travées multiples.                                                                     |
| arc de cercle       |        | Pont des Invalides | Ces voûtes sont conçues à l'aide d'un arc de cercle inférieur à un demi-cercle. Le surbaissement des voûtes se développa à partir du XVIe siècle ; toutefois, c'est au XVIIIe siècle et sous l'influence de Jean-Rodolphe Perronet que les voûtes des ponts en maçonnerie devinrent beaucoup plus surbaissées qu'auparavant et les piles s'affinèrent de façon à favoriser l'écoulement des eaux.                                  |
| anse de panier      |        | Pont de Tolbiac    | Très proche de l'ellipse, la voûte en anse de panier est composée d'un nombre impair d'arcs de cercle successifs dont les rayons varient au droit de la clef. Les concepteurs optaient généralement davantage pour ce type de voûte qui était plus facile à tracer que la forme elliptique. Elle possède également l'avantage de laisser passer un plus grand volume d'eau.                                                        |

### Les ponts en arc

Pont en arc

Schéma avec représentation des différents ponts en arc.

Avec le perfectionnement des propriétés de l'acier et des capacités de calculs apparurent les ponts en arc. Généralement, dans un pont en arc, la rivière ou la brèche est franchie en une seule fois par une seule arche alors que dans le pont à voûtes, le tablier repose sur des piles intermédiaires. Le pont en arc associe la compression à la flexion. Ils se caractérisent par le fait qu’ils exercent sur les culées un effort oblique tendant à écarter les points d’appui. Ils peuvent être différenciés selon la nature des matériaux de l’ouvrage (métal, béton armé, bois), selon la structure ou selon la position du tablier (porté, suspendu ou intermédiaire).
La structure permet de différencier principalement trois types de ponts en arc :
- les ponts encastrés sur leurs points d'appui. Ces ouvrages ne peuvent être réalisés que si le sol est très résistant car ils exercent des poussées importantes sur leurs culées et le moindre déplacement de celles-ci met l’ouvrage en péril.
- les ponts articulés aux deux points d'appui et au milieu de l'ouverture.
- les ponts articulés aux deux points d'appui seulement.

laire
Un autre type de ponts est apparu dans les années 1990 en Chine : les ponts CFST (concrete filled steel tubular arch bridges, ponts en arc à tubes en acier remplis de béton) qui mixent plusieurs types de structures et de matériaux. L’arc de ces ponts est constitué de treillis de tubes métalliques remplis de béton. Ils permettent des portées très importantes pour des ponts en arc puisque les plus grands dépassent 400 m de portée.
| Critère                      | Type d'ouvrage                      | Élévation | Exemple                         | Descriptif |
| ---------------------------- | ----------------------------------- | --------- | ------------------------------- | --- |
| Position relative du tablier | tablier suspendu ou inférieur       |           | Pont Elgin                      | Le tablier peut être suspendu à l'arc à l'aide d'un système de suspentes reliant les deux éléments par l'intermédiaire de nœuds d'extrémité communs. Différents types de suspentes peuvent être employés : câbles ou barres métalliques, potelets en béton armé, poutres en bois. |
| Position relative du tablier | tablier intermédiaire ou traversant |           | La Conner's Rainbow bridge      | Les ponts à tabliers intermédiaires ont l'avantage d'autoriser de grands gabarits fluviaux ou maritimes, et dans le cas où les pieds d'arc se situent sur la rive de l'obstacle à franchir, cela minimise grandement le risque d'éventuels chocs avec des bateaux dans des zones à fortes navigations, comme ce fut malheureusement le cas pour le pont d’Almö en Suède. |
| Position relative du tablier | tablier porté ou supérieur          |           | Pont de Bloukrans               | Particulièrement adaptés au franchissement de brèches profondes où il n'est pas concevable de construire d'appuis intermédiaires, les ponts en arc à tabliers portés doivent cependant disposer de supports extrêmement stables pour transmettre tous les efforts de flexion au sol. |
| Matériau                     | Acier                               |           | Aggersundbroen                  | L'acier autorise une grande liberté au niveau architectural, ainsi, des constructions tout à fait particulières ont vu le jour à l'exemple des ouvrages de l'architecte Santiago Calatrava. De plus, les plus grandes portées sont réalisées avec l'acier. Le pont de Chaotianmen avec sa structure triangulée, atteint la portée record de 552 m. |
| Matériau                     | Béton armé                          |           | Pont de Saint-Pierre-du-Vauvray | Le béton est le matériau le plus économique pour les ponts en arc dont la plage de portées s'étend de 35 à 200 m. Les formulations de plus en plus sophistiquées permettent d'affiner les ouvrages pour des questions esthétiques et dans le but de réduire les quantités nécessaires, favorisant davantage ces économies et la mise en œuvre des différents éléments. |
| Matériau                     | Pont CFST                           |           | Pont de Liantuo                 | Les arcs des ponts CFST sont des tubes en acier remplis de béton. Le béton à l’intérieur du tube d’acier empêche celui-ci de flamber, tandis que le tube d'acier renforce le béton pour résister à des contraintes de tension et améliore sa résistance à la compression et la ductilité. Ce type de pont est apparu en Chine en 1990. En mars 2005, 229 ponts en arc CFST de plus de 50 mètres de portée avaient été construits ou étaient en construction en Chine,.                                                |
| Matériau                     | Bois                                |           | Kintai kyo                      | Matériau écologique et particulièrement esthétique, le bois s'adapte bien aux ponts en arc du fait de sa bonne résistance en compression. L'ossature de ces ouvrages peut être très variée : poutres cintrées, structures triangulées, en bois massif, en lamellé-collé, avec une large gamme d'essence disponible. Leur plage de portées s'étend généralement jusqu'à 60 m. |
| Nombre d'articulations       | Deux                                |           | Viaduc de Garabit               | Les articulations autorisent des déplacements latéraux et verticaux des structures, ce qui offre alors une certaine souplesse à l'ensemble. Elles sont employées par exemple sur les ouvrages en arc ferroviaires et plus particulièrement sur les lignes à grande vitesse (LGV) qui conduisent à des sollicitations beaucoup plus importantes des différents éléments du pont. Dans le cas de ponts en béton, une articulation à la clef évitera l'apparition de fissures si des tassements surviennent aux appuis,. |
| Nombre d'articulations       | Trois                               |           | Viaduc du Viaur                 | Les articulations autorisent des déplacements latéraux et verticaux des structures, ce qui offre alors une certaine souplesse à l'ensemble. Elles sont employées par exemple sur les ouvrages en arc ferroviaires et plus particulièrement sur les lignes à grande vitesse (LGV) qui conduisent à des sollicitations beaucoup plus importantes des différents éléments du pont. Dans le cas de ponts en béton, une articulation à la clef évitera l'apparition de fissures si des tassements surviennent aux appuis,. |
| Cas particuliers             | Pont lenticulaire                   |           | Royal Albert Bridge             | Ces ouvrages disposent de deux structures porteuses en arc opposées l'une face à l'autre, rappelant la forme d'une lentille convexe,. Certains possèdent uniquement une arche inférieure en position retournée placée sous le tablier comme c'est le cas pour le pont de Shiosai (ja) au Japon. |
| Cas particuliers             | Pont bow-string                     |           | Viaduc de Briare                | Des tirants rejoignent les deux extrémités de l'arc et reprennent en grande partie les efforts de flexion. À la différence des ponts en arc, les ponts de type bow-string transmettent des efforts verticaux sur leurs appuis, ils sont donc souvent classés parmi les ponts à poutre, on peut trouver par ailleurs la dénomination poutre bow-string. Ces ouvrages peuvent être métalliques ou en béton ; ils s'adaptent à de nombreux domaines : ponts routes, ponts ferroviaires, passerelles.                     |

## Histoire

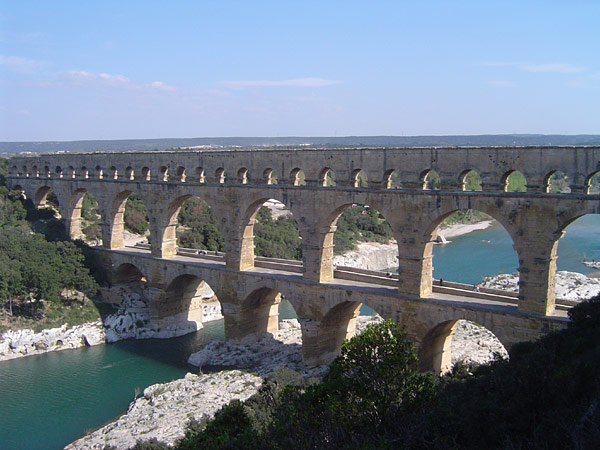
Le pont du Gard est un pont en maçonnerie sur trois niveaux construit à l'époque romaine.

### Ponts en maçonnerie
Ce type de ponts remonte à l'Antiquité. Plus tard, les Romains ajoutèrent du ciment à leurs constructions. Les Romains ne réalisèrent pas que des ponts en demi-cercles, mais aussi des ponts plus longs, fins et elliptiques. Plusieurs de ces anciens ponts sont toujours debout de nos jours.

### Ponts en bois
Le pont de Trajan sur le Danube est représenté sur la colonne Trajane.

### Ponts en béton armé
Le pont Camille-de-Hogues est un des premiers ponts en arc construit en béton armé en 1900, à Châtellerault.

## Conception

### Fonctionnement et descriptif

#### Les ponts voûtes

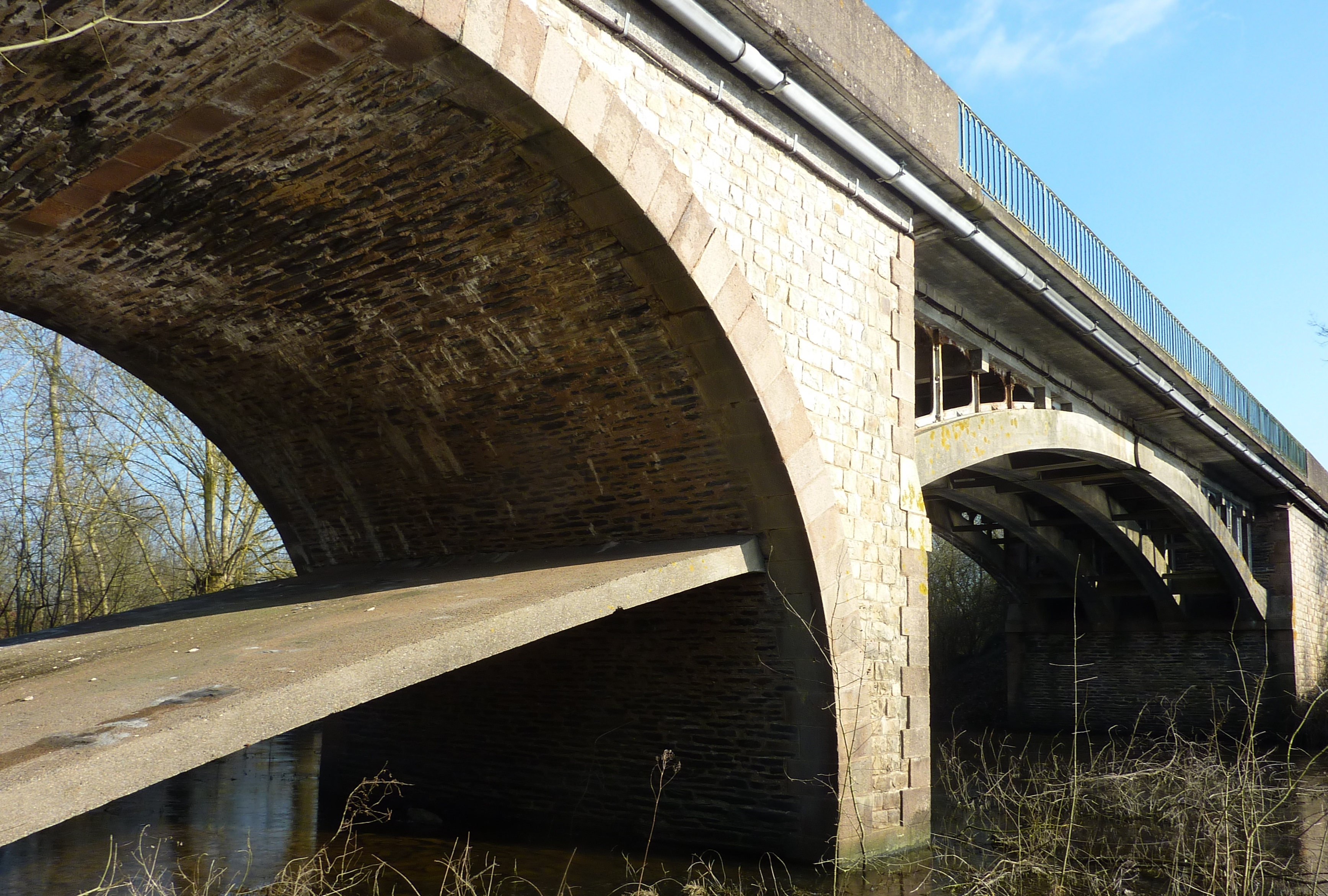
Pont de la Planche à Liré (Maine-et-Loire).

L'ensemble des charges est reporté sur les voûtes qui les transmettent aux culées. Ces forces sont généralement verticales et dirigées vers le bas. Les ponts en arc sont ainsi constamment comprimés. La pierre étant un matériau incompressible, facilement disponible et durable, les ponts voûtés furent les premiers à être imaginés.
Ils résistent à la flexion et à la compression et leur poids est reparti sur leurs poutres.

#### Viaducs
Par endroits, il est nécessaire d'enjamber un espace large à une altitude relativement élevée, comme quand un approvisionnement en eau doit enjamber une vallée. Plutôt que construire des voûtes extrêmement grandes ou des colonnes de support gigantesques, une série de structures arquées est érigée, plaçant les voûtes les unes sur les autres, les plus larges à la base. Les ingénieurs romains ont développé ce type de construction en utilisant seulement les matériaux, l'équipement, et les mathématiques simples de l'époque. Ce type de construction est encore utilisé pour des viaducs ou des chaussées, car il a une forme visuellement agréable, en particulier pour enjamber des cours d'eau, où les reflets donnent l'impression de voir des cercles ou des ellipses.

## Ponts en arc remarquables

### Plus grandes portées
La portée, distance entre les piles de la travée principale, est l'indicateur servant à classer les ponts en arc. Le pont de Chaotianmen, situé à Chongqing, en Chine, est, avec ses 552 mètres de portée, le pont en arc le plus long au monde. Il devance le pont de Lupu, situé à Shanghai, qui détenait l'ancien record avec 550 mètres.
Sur les 20 plus grands ponts en arc classés selon leur portée, 16 ont été construits en Chine.
| Image | Rg | Nom                                    | Fonction                     | Portée | Longueur | Type                                                                                                | Voie portée                                      | Brèche franchie               | Terminé en             | Localisation                                                      | Pays       | Réf      |
| ----- | -- | -------------------------------------- | ---------------------------- | ------ | -------- | --------------------------------------------------------------------------------------------------- | ------------------------------------------------ | ----------------------------- | ---------------------- | ----------------------------------------------------------------- | ---------- | -------- |
|       | 1  | Pont de Chaotianmen 重庆朝天门长江大桥 | routier - ferroviaire        | 552    | 1741     | Acier, tablier intermédiaire à 2 niveaux 190+552+190                                                |                                                  | Yangzi Jiang                  | 2009                   | Chongqing (centre urbain) 29° 35′ 20″ N, 106° 34′ 39″ E           | Chine      | ,        |
|       | 2  | Pont de Lupu 卢浦大桥                  | autoroutier                  | 550    | 3900     | Acier, tablier intermédiaire arc double en poutre-caisson de 5 x 6 m au sommet et 5 x 9 m à la base | South-North Elevated Road                        | Huangpu                       | 2003                   | Shanghai (centre urbain) 31° 11′ 26″ N, 121° 28′ 33″ E            | Chine      | ,        |
|       | 3  | Pont de Bosideng 波司登大桥            | autoroutier                  | 530    | 841      | CFST, tablier intermédiaire                                                                         | Voie express de Chengdu-Chongqing                | Yangzi Jiang                  | 2013                   | Xian de Hejiang, Sichuan 28° 53′ 31,9″ N, 105° 52′ 47,1″ E        | Chine      | .        |
|       | 4  | New River Gorge Bridge                 | routier                      | 518    | 924      | Acier, tablier porté                                                                                | U.S. Route 19                                    | New River                     | 1977                   | Fayetteville (Virginie-Occidentale) 38° 04′ 15″ N, 81° 04′ 48″ O  | États-Unis | ,        |
|       | 5  | Pont de Xiangxi                        | autoroutier                  | 508    | 814,5    | CFST arc en treillis réticulé                                                                       | Route S255                                       | Yangzi Jiang                  | 2019                   | Xian de Zigui (Hubei) 30° 57′ 32,2″ N, 110° 45′ 33,9″ O           | Chine      | [ 25 ]   |
|       | 6  | Premier pont de Hejiang                | routier                      | 507    | 618      | CFST, tablier intermédiaire                                                                         |                                                  | Yangzi Jiang                  | en construction        | Xian de Hejiang (Sichuan) 28° 49′ 13″ N, 105° 49′ 58,6″ O         | Chine      | [ 26 ]   |
|       | 7  | Bayonne Bridge                         | routier                      | 504    | 1761     | Acier, tablier intermédiaire                                                                        |                                                  | Kill Van Kull                 | 1931                   | Kill Van Kull (New Jersey, New York) 40° 38′ 31″ N, 74° 08′ 31″ O | États-Unis | [ S 4 ]  |
|       | 8  | Harbour Bridge                         | routier, ferroviaire, piéton | 503    | 1149     | Acier, tablier intermédiaire                                                                        |                                                  | Port Jackson (baie de Sydney) | 1932                   | Sydney 33° 51′ 09″ S, 151° 12′ 38″ E                              | Australie  | [ S 5 ]  |
|       | 9  | Pont de Darui sur la rivière Nujiang   | ferroviaire                  | 490    | 1024     | CFST arc en treillis réticulé                                                                       | ligne de Dali à Ruili                            | rivière Nujiang               | 2019                   | Xian de Longling (Yunnan) 24° 44′ 53,5″ N, 98° 56′ 55,2″ E        | Chine      | [ 27 ]   |
|       | 10 | Pont sur le Chenab                     | ferroviaire                  | 467    | 612      | Acier, tablier porté                                                                                | Kashmir Railway                                  | Chenab                        | 2021 (en construction) | Reasi (Jammu-et-Cachemire) 33° 09′ 03″ N, 74° 52′ 58,7″ E         | Inde       | [ 28 ]   |
|       | 11 | Pont de Wushan 巫山长江大桥            | routier                      | 460    | 612      | CFST, tablier intermédiaire                                                                         |                                                  | Yangzi Jiang                  | 2005                   | Wushan (Chongqing) 31° 03′ 40″ N, 109° 54′ 23″ E                  | Chine      | [ S 6 ]  |
|       | 12 | Pont de Mingzhou 明州大桥              | routier                      | 450    | 1250     | Acier, tablier intermédiaire à 2 niveaux 190+552+190                                                |                                                  | Yongjiang                     | 2014                   | Ningbo, Zhejiang 29° 54′ 48,1″ N, 121° 39′ 04,1″ E                | Chine      | [ 29 ]   |
|       | 13 | Pont de Zhaoqing                       | ferroviaire                  | 450    | 618      | Acier, tablier intermédiaire à 2 niveaux 190+552+190                                                |                                                  | Xijiang                       | 2011                   | Wushan (Chongqing) 23° 07′ 28,9″ N, 112° 24′ 07,8″ E              | Chine      | [ S 7 ]  |
|       | 14 | Pont de Daxiaojing                     | autoroutier                  | 450    | 1501     | Acier, tablier intermédiaire                                                                        | autoroute Pingtang-Luodian Expressway            |                               | 2019                   | Dongdangxiang, (Guizhou) 25° 32′ 54,5″ N, 106° 51′ 47,1″ E        | Chine      | [ 30 ]   |
|       | 15 | Pont de Qinglong                       | ferroviaire                  | 445    | 721      | Béton, tablier porté                                                                                | LGV Shanghai - Kunming                           | Beipanjiang                   | 2016                   | Wushan (Chongqing) 25° 57′ 00,7″ N, 105° 15′ 18,4″ E              | Chine      | [ 31 ]   |
|       | 16 | Pont ferroviaire de Yachi              | ferroviaire                  | 416    | 852      | Acier, tablier intermédiaire arc en treilis réticulé, des suspentes relient arc et tablier          | Guiyang à Chengdu                                | rivière Wu                    | 2018                   | Comté de Xian, (Guizhou) 26° 53′ 03,5″ N, 106° 17′ 24,2″ E        | Chine      | [ 32 ]   |
|       | 17 | Pont de Zhijinghe                      | autoroutier                  | 430    | 547      | CFST, tablier supérieur                                                                             | Voie express G50 Shanghai–Chongqing              | Zhijinghe River               | 2009                   | Dazhipingzhen (Hubei) 30° 38′ 29″ N, 110° 11′ 37″ E               | Chine      | [ S 8 ]  |
|       | 18 | Pont de Xinguang 新光大桥              | routier                      | 428    | 782      | Acier, béquilles béton, tablier intermédiaire 177+428+177                                           | Xinguang Expy                                    | Rivière des Perles            | 2008                   | Guangzhou (Guangdong) 23° 03′ 10″ N, 113° 19′ 18″ E               | Chine      | [ S 9 ]  |
|       | 19 | Pont de Wanxian 万州长江公路大桥       | routier                      | 420    | 864      | Béton, tablier porté                                                                                | G318 Yuyi Expy                                   | Yangzi Jiang                  | 1997                   | Wanzhou (Chongqing) 30° 45′ 36″ N, 108° 25′ 11″ E                 | Chine      | [ S 10 ] |
|       | 20 | Pont de Caiyuanba 重庆菜园坝长江大桥   | routier - ferroviaire        | 420    | 1741     | Acier, béquilles béton tablier intermédiaire à 2 niveaux, des suspentes relient arc et tablier      | 2x3 voies routières Ligne 3 (Métro de Chongqing) | Yangzi Jiang                  | 2007                   | Chongqing (centre urbain) 29° 32′ 38″ N, 106° 32′ 52″ E           | Chine      | ,        |

### Structurae, base de données d'ouvrages d'art et de génie civil
1. ↑  « Pont de Chaotianmen », sur Structurae (consulté le 22 juillet 2022).
2. ↑  « Pont de Lupu ».
3. ↑  « New River Gorge Bridge ».
4. ↑  « Bayonne Bridge ».
5. ↑  « Harbour Bridge ».
6. ↑  « Pont de Wushan ».
7. ↑  « Pont de Zhaoqing ».
8. ↑  « Pont de Zhijinghe ».
9. ↑  « Pont de Xinguang ».
10. ↑  « Pont de Wanxian ».
11. ↑  « Pont de Caiyuanba ».

### Autres références
1. 1 2  Anne Bernard-Gély, Jean-Armand Calgaro - Conception des ponts 1994, p. 40.
2. 1 2  Marcel Prade - Les Ponts, Monuments historiques 1986, p. 20.
3. ↑  Marcel Prade - Les Ponts, Monuments historiques 1986, p. 32.
4. ↑  Eugène Viollet-le-Duc, Dictionnaire raisonné de l’architecture française du XIe au XVIe siècle, 1856, Tome 1 - Arc, consultable sur Wikisource
5. ↑  Eugène Viollet-le-Duc, Dictionnaire raisonné de l’architecture française du XIe au XVIe siècle, 1856, tome 6, Ogive, consultable sur Wikisource.
6. ↑  Ministère des Transports, Direction des routes, « Les ponts en maçonnerie, constitution et stabilité » [PDF], sur Publications et logiciels du SETRA, 1982 (consulté le 14 avril 2010).
7. ↑  J. B. Berard, Statique des voûtes, Paris, Courcier, 1810, consultable sur Books.google.fr, p.137.
8. ↑  Jean Resal (1885), tome I, p 309
9. ↑  (en) « Examples of Concrete Filled Steel Tubular Arch Bridges »(Archive.org • Wikiwix • Archive.is • Google • Que faire ?), sur Congrès internationaux sur les ponts en arc (consulté le 17 mars 2010).
10. ↑  « Le pont de Chaotianmen », sur fr.structurae.de (consulté le 30 mars 2010).
11. 1 2  (en) Baochun Chen, « An overview of concrete and CFST arch bridges in China »(Archive.org • Wikiwix • Archive.is • Google • Que faire ?) [PDF], sur arch-bridges.cn, université de Fuzhou (Chine), 2007 (consulté le 28 mars 2010).
12. ↑  (en) Baochun Chen, « New development of long span CFST arch bridges in China »(Archive.org • Wikiwix • Archive.is • Google • Que faire ?) [PDF], sur arch-bridges.cn, université de Fuzhou (Chine), 2008 (consulté le 28 mars 2010).
13. ↑  Jacques Berthellemy, Vincent Barbier, « Les ponts en bois : points de repère sur un matériau mal connu. », sur piles.setra.equipement.gouv.fr (consulté le 22 septembre 2018).
14. ↑  « Les ponts de Robert Maillart »(Archive.org • Wikiwix • Archive.is • Google • Que faire ?) (consulté le 1er avril 2010)
15. ↑  Thierry Couet, « Viaducs du Viaur », sur Association VIAUR-VIVANT (consulté le 22 juillet 2022).
16. ↑  (en) Thomas Boothby, « Designing American Lenticular Truss Bridges 1878–1900 », sur historycooperative.org (consulté le 22 juillet 2022).
17. ↑  (en) « Berlin Iron Bridges in Connecticut »(Archive.org • Wikiwix • Archive.is • Google • Que faire ?), sur Public Archaeology Survey Team, Inc. (consulté le 30 mars 2010)
18. ↑  « Pont de Shiosai », sur fr.structurae.de (consulté le 31 juillet 2022).
19. ↑  « Typologie IQOA des ouvrages et critères dimensionnels » [PDF], sur Plateforme ouvrages d'art PILES du Sétra, Centre d'études et d'expertise sur les risques, l'environnement, la mobilité et l'aménagement (consulté le 22 juillet 2022).
20. ↑  Zhongfu Xiang, Wei Xu, Cunshu Wang and Ying Dong, « The construction technology of Chongqing Chaotianmen Bridge » [PDF], sur iCAB (consulté le 22 juillet 2022).
21. ↑  « The Lupu Bridge, Shanghai, China - IAbSE »(Archive.org • Wikiwix • Archive.is • Google • Que faire ?), sur iabse.org, 17 septembre 2008 (consulté le 25 septembre 2018).
22. ↑  L J H Ellis, « Critical analysis of the Lupu bridge in Shanghai »(Archive.org • Wikiwix • Archive.is • Google • Que faire ?), sur bath.ac.uk, 17 septembre 2008 (consulté le 25 septembre 2018).
23. ↑  (en) « Bosideng Bridge »(Archive.org • Wikiwix • Archive.is • Google • Que faire ?), sur Chinabridge.org.cn, 25 septembre 2018.
24. ↑  (en) « New River Gorge Bridge », sur National Park Service, U.S. Department of the Interior (consulté le 30 mai 2010).
25. ↑  « Pont de Xiangxi », sur highestbridges.com (consulté le 25 septembre 2018).
26. ↑  « Pont de Hejiang », sur hjfgj.gov.cn (consulté le 24 septembre 2018).
27. ↑  « Pont de Darui sur le Nu », sur highestbridges.com (consulté le 25 septembre 2018).
28. ↑  (en) « Chenab River Railway Bridge », sur Highestbridges.com (consulté le 24 septembre 2018).
29. ↑  (zh) « 宁波：明州大桥（图） », sur chinahighway.com (consulté le 22 septembre 2018).
30. ↑  « Pont de Daxioajing », sur highestbridges.com (consulté le 25 septembre 2018).
31. ↑  « Beipanjiang Railway Bridge Qinglong », sur highestbridges.com (consulté le 22 septembre 2018).
32. ↑  « Pont ferroviaire de Yachi », sur highestbridges.com (consulté le 25 septembre 2018).
33. ↑  (en) « Design and construction of Caiyunba Yangtze river bridge in Chongqing »(Archive.org • Wikiwix • Archive.is • Google • Que faire ?) [PDF], sur arch-bridges.cn, université de génie civil de Fuzhou (consulté le 15 mai 2010).

#### Histoire
- Mao Yisheng, Les Ponts de Chine, Beijing (Chine), Éditions en langues étrangères, 1980.
- Sous la direction de Guy Grattesat, Ponts de France, Paris, Presses des Ponts et Chaussées, 1982, 294 p. (ISBN 2-85978-030-0)
- Jean Mesqui, Le Pont en France avant le temps des ingénieurs (Grands manuels Picard), Paris, Picard, 1986, 304 p., 300 ill.
- Marcel Prade, Les Ponts, Monuments historiques, Poitiers, Brissaud, 1986, 431 p. (ISBN 2-902170-54-8)
- Marcel Prade, Ponts et Viaducs au XIXe siècle, Poitiers, Brissaud, 1988, 407 p. (ISBN 2-902170-59-9)
- Marcel Prade, Les grands ponts du Monde, Poitiers, Brissaud, 1990, 312 p. (ISBN 2-902170-68-8)
- Marcel Prade, Ponts remarquables d'Europe : ouvrage illustré de 1000 photogr., dessins, et reprod., Poitiers, Brissaud, 1990, 428 p. (ISBN 2-902170-65-3)
- Bernard Marrey, Les Ponts modernes : XXe siècle, Paris, Picard, 1995, 280 p. (ISBN 2-7084-0484-9)
- Angia Sassi Perino et Giorgio Faraggiana (trad. de l'italien), Les ponts, Paris, Gründ, août 2004, 184 p. (ISBN 978-2-7000-2640-5 et 2-7000-2640-3)

#### Conception
- Encyclopédie pratique du Bâtiment et des Travaux Publics : Tome I, Paris, Librairie Aristide Quillet, 1952, 989 p.
- Encyclopédie pratique du Bâtiment et des Travaux Publics : Tome II, Paris, Librairie Aristide Quillet, 1952, 1035 p.
- Encyclopédie pratique du Bâtiment et des Travaux Publics : Tome III, Paris, Librairie Aristide Quillet, 1952, 1016 p.
- Roger Valette, La Construction des ponts., Paris, Dunod, 1958.
- Derrick Beckett, Bridges, Londres, Paul Hamlyn, 1969.
- Les Ponts en maçonnerie, Bagneux, ministère des Transports, Direction des routes, 1982, 333 p.
- Guy Grattesat, Conception des ponts, Eyrolles, 1984
- J.A. Calgaro, M. Virlogeux, Projet et construction des ponts, Paris, Presses des Ponts et Chaussées, 1989
- Anne Bernard-Gély, Jean-Armand Calgaro, Conception des ponts, Paris, Presses des Ponts et Chaussées, 1994, 360 p. (ISBN 2-85978-215-X, lire en ligne)
- Jean-Armand Calgaro, Projet et construction des ponts, Paris, Presses des Ponts et Chaussées, 1er novembre 2000, 458 p. (ISBN 978-2-85978-327-3 et 2-85978-327-X)
- Guide technique, Cours d'eau et ponts, Bagneux, SETRA, 2007, 170 p. (ISBN 978-2-11-094626-3)

#### Ponts en maçonnerie
- Tony, Fontenay, Prince Lubomirski, Construction des viaducs, ponts-aqueducs, ponts et ponceaux en maçonnerie, Paris, Carilian-Goeury & Victor Dalmont, 1852.
- Eugène Degrand et Jean Resal, Ponts en maçonnerie - tome 2 : Construction, Paris, Baudry et Cie, 1887, 662 p.
- Fernand de Dartein, Études sur les ponts en pierre remarquables par leur décoration antérieurs au XIXe siècle., Paris, Librairie polytechnique Beranger, 1912
- Paul Séjourné, Grandes voûtes, Bourges, Impr. Vve Tardy, 1913-1916.
- Auguste Jouret, Paul Séjourné, Lyon, Impr. réunies, s.d. v. 1946.

#### Ponts en béton ou en acier
- François Lebrun, Traité pratique de l'art de bâtir en béton., Paris, Carillan-Goeury, 1843.
- J. Mathivat, Construction par encorbellement des ponts en béton précontraint, Eyrolles, 1978
- J. Chatelain et J. Bruneau, Les joints de voussoirs dans les ponts en béton précontraint, Annales de l’IBTP, 1985
- Précontrainte extérieure : Guide technique, Bagneux, SETRA, 1er février 1990, 242 p. (ISBN 978-2-11-085674-6 et 2-11-085674-2)
- R. Lacroix, J. Perchat, R. Chaussin, A. Fuentes, La précontrainte, Paris, Presses des Ponts et Chaussées, 1er décembre 1992, 525 p. (ISBN 978-2-85978-180-4 et 2-85978-180-3)
- Jean Résal, Les ponts métalliques, Paris, Baudry et Cie, 1885.
- Georges Boll, Ponts métalliques, Paris, Eyrolles, 1957.